# Sam Watkins

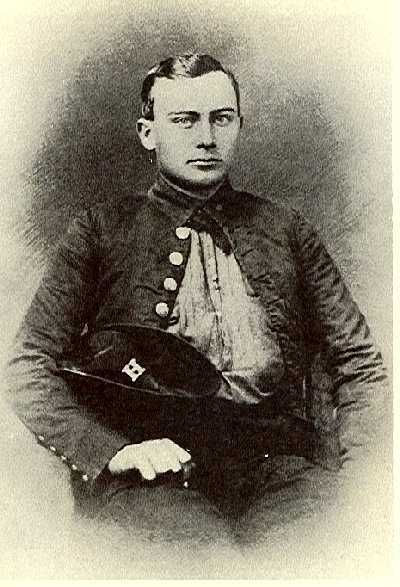
Sam Watkins

Samuel „Sam“ Rush Watkins (* 26. Juni 1839 im Maury County, Tennessee; † 20. Juni 1901 ebenda) war Soldat im Heer der Konföderierten Staaten von Amerika im Sezessionskrieg. Bekanntheit erlangte er durch sein Werk Company Aytch: Or, a Side Show of the Big Show, welches oft als eine der besten Primärquellen über das Leben der gewöhnlichen Soldaten im Amerikanischen Bürgerkrieg beschrieben wird.
In der Zeit vor dem Bürgerkrieg besuchte Watkins das Jackson College in Columbia.
Nach Ausbruch des Bürgerkrieges trat er zunächst dem 3. Tennessee-Infanterieregiment in Mount Pleasant, Tennessee bei und wurde noch im Frühling 1861 zur Kompanie H des 1. Tennessee-Infanterieregiments versetzt.
Watkins kämpfte in den Schlachten von Shiloh, Corinth, Perryville, Stones River, Shelbyville, Chattanooga II, Chickamauga, Missionary Ridge, Resaca, Adairsville, Kennesaw Mountain, New Hope Church, Zion Church, Kingston, Cassville, Atlanta, Jonesboro, Franklin und Nashville.
Von ursprünglich 1200 verpflichteten Männern im Jahr 1861 sowie 2000 Nachzüglern überlebte Watkins zusammen mit 65 weiteren die Kapitulation von General Joseph E. Johnstons Tennessee-Armee in North Carolina im April 1865.
Schon bald nach Kriegsende begann Watkins mit dem Schreiben von Company Aytch: Or, a Side Show of the Big Show (Aytch, engl. für H, nach seiner Kompanie). Ursprünglich wurde dies in Fortsetzungen in der Zeitung veröffentlicht. In Buchform wurde 1882 eine erste Auflage von 2000 Büchern veröffentlicht. Co. Aytch wird von zahlreichen Historikern als eine der besten von gewöhnlichen Soldaten verfassten Kriegsmemoiren bezeichnet. In der Dokumentationsreihe Der Amerikanische Bürgerkrieg (engl. The Civil War) von Ken Burns wird Sam Watkins des Öfteren sowohl gezeigt als auch zitiert.
Watkins starb im Alter von 61 Jahren in der Ashwood Community. Er wurde mit allen militärischen Ehren von den Mitgliedern der Leonidas Polk Bivouac/United Confederate Veterans, auf dem Friedhof der Zion Presbyterian Church in der Nähe von Mount Pleasant/Tennessee beerdigt.